# Miyako (Iwate)
Miyako (jap. 宮古市, -shi) ist eine Stadt im Osten der Präfektur Iwate in Japan.

## Geographie
Miyako liegt östlich von Morioka und nördlich von Kamaishi am Pazifischen Ozean. Die Stadt liegt am nördlichen Ende des Riasküstengebiets der Sanriku-Küste.

### Tarō-Gebiet
Das Tarō-Gebiet im nördlichen Teil der Stadt Miyako ist eine Fischerstadt am Pazifischen Ozean, in der sich um den Fischereihafen Tarō urbane Gebiete verteilen. Die Stadt Tarō liegt in einer sich nach Osten öffnenden und durch steile Hügel begrenzten Bucht, in die zwei Flüsse von Norden (長内川) und Westen (Fluss Tarō/田代川) münden. Über den Küstenbereich bis hinein in die Bergregion sind verhältnismäßig kleine Siedlungen, wie das Settai- und das Koborinai-Viertel, verstreut. Der Fischfang stellt den wichtigsten Wirtschaftszweig dar.

### Miyako-Gebiet
Die Bucht von Miyako, die in der Nähe der Fischgründe von Sanriku liegt und sowohl über eine felsige Rias-Küste als auch einen Sandstrand an der Mündung des Flusses Hei verfügt, bietet reiche und vielfältige Fischressourcen. Die Bucht bildet von Natur aus einen guten Hafen, der vor der rauen See des Pazifischen Ozeans durch die Halbinsel Omoe geschützt wird.

### Omoe-Gebiet
Die Halbinsel Omoe (重茂半島 Omoe-hantō) ragt von der Sanriku-Küste in den Pazifischen Ozean hervor. Sie birgt die reichen Fischgründe von Sanriku, wo der von Osten kommende, warme Japanstrom auf den von Norden kommenden, kalten Kurilenstrom (Oyashio) trifft.
Das Omoe-Gebiet verfügt über eine vielfältige natürliche Umwelt mit Seen und Bergen. Vom Berg Gassan (月山) aus kann die ganze Bucht von Miyako überblickt werden. Während der größte Teil der Halbinsel aus Gebirge und Wald besteht, leben viele Menschen im Hinterland der Fischereihäfen und nahegelegenen Hügel, wie Omoetate, Omoesato, Otobe, Aneyoshi, Chikei und Ishihama. Die Halbinsel ist von den für Ria-Küsten typischen tiefen Inlets und hochaufragenden Kliffen gesäumt. In Akamae beginnt die die Siedlungen verbindende örtliche Hauptstraße des Gebietes, die dem Küstenverlauf kurvenreich bergan und bergab folgt.

## Geschichte
Die kreisfreie Stadt Miyako entstand 1941 durch den Zusammenschluss von mehreren Gemeinden aus dem Kreis Shimo-Hei: der Stadt Miyako (宮古町 Miyako-machi) und der Dörfer (-mura) Yamaguchi, Sentoku und Sokei mit damals zusammen 33.000 Einwohnern. In der Großen Shōwa-Gebietsreform wurden 1955 die Dörfer Sakiyama, Tsugaruishi, Omoe und Hanawa nach Miyako eingemeindet.
Durch den Zusammenschluss (technisch: Neugründung) am 6. Juni 2005 mit der Kleinstadt Tarō (田老町, -chō) und dem Dorf Niisato (新里村) des Landkreises Shimohei hatte Miyako 61.000 Einwohner auf 697 km² (2005). Mit der Eingemeindung des Dorfes Kawai 2010 wuchs die Fläche der Stadt auf über 1000 km² und umfasst den Fluss Hei auf seiner gesamten Länge.

### Tarō-Gebiet
Der Fischfang stellt den wichtigsten Wirtschaftszweig im Tarō-Gebiet dar. Das Strandfischen (beach fishing) von Seeohren und Seeigeln, sowie der kultivierte Anbau von Wakame-Seetang und Konbu-Tang florieren. Nachdem die Lachse aufgrund von Gewässerverschmutzung durch die Tarō-Mine aus dem Fluss Tarō verschwunden waren, konnte der Lachs wieder erfolgreich in den Fluss Tarō zurückgebracht werden, so dass die Flüsse Tarō und Tsugaruishi wieder den ersten Rang beim Lachsfang auf der Insel Honshū eingenommen haben.

### Miyako-Gebiet
Der Miyako-Hafen in Nanbu wurde mit einem bereits in der Edo-Zeit gegründeten Gouverneursamt zur florierendsten Stadt des Morioka-Lehens (han). Das Miyako-Gebiet hat sich nach der Meiji-Restauration weiter als Fischerei- und Handelsstadt entwickelt.
Nach dem Shōwa-Sanriku-Erdbeben und -Tsunami 1933 erlebte Miyako einen starken Entwicklungsschub, es wurden im Rahmen der nationalen Politik eine Kupferraffinerie und eine Kalkherstellungsanlage gegründet und die Yamada-Linie der Japanischen Staatsbahn in Betrieb genommen.
Als nach dem Zweiten Weltkrieg der Fujiwara-Kai (藤原ふ頭) gebaut wurde, bildete sich ein Hafen für die Verschiffung von Materialien, da Unternehmen in der Holzindustrie, die hauptsächlich im Sperrholzbereich tätig waren, im Hinterland des Hafens gründeten. Nachdem auch im Bereich der Metallgießerei und anderem tätige Unternehmen angeworben wurden, bilden sie inzwischen zusammen mit der Fischerei- und der Bauholzindustrie die Hauptindustrie im Gebiet.
Die Stadt Miyako wurde als zentrale Stadt der Rikuchū-Küste in der Präfektur Iwate angesehen. Im Miyako-Gebiet wurde urbane und industrielle Infrastrukturentwicklung durchgeführt. Das Gebiet fungiert als Zentrum der erweiterten Miyako-Siedlungsegion.
Das Miyako-Gebiet lässt sich in verschiedene zentrale städtische Gebiete mit einer Ansammlung gewerblicher Einrichtungen unterteilen, die sich um Bahnstationen der JR und Sanriku Railway scharen:
- die Viertel Atago (愛宕), Tsukiji (築地) und Koganji (光岸地), an deren Straßen sich Büros von Finanzinstitutionen und Elektro- und Kommunikationsunternehmen befinden[1]
- das Viertel Kuwagasaki (鍬ヶ崎), in dem sich ein Fischmarkt, eine Reihe von Fischverarbeitungsbetrieben und der Aussichtspunkt Jōdogahama (浄土ヶ浜) befinden[1]
- das Viertel Sakiyama (崎山), in dem sich als malerisch geltende Plätze wie Shiofukiana (潮吹穴) und Anegasaki (姉ケ崎) und touristischen Einrichtungen wie der Campingplatz Nakanohama befinden[1]
- das Viertel Fujiwara (藤原), in dem sich Hafenanlagen und Logistikeinrichtungen befinden[1]
- das Sokei-Viertel (磯鶏), in dem sich die Civic Culture Hall, das präfekturale Junior College Iwate Kenritsu Daigaku Miyako Tanki Daigakubu (岩手県立大学宮古短期大学部, Iwate Prefectural University, Miyako College), eine Handelshochschule (岩手県立宮古商業高等学校, Iwate Prefectural Miyako Commercial Senior High School) und ein Fischerei-Gymnasium (岩手県立宮古水産高等学校, Iwate prefectural Miyako Fischerise High school) befinden[1]
- die Viertel Takahama (高浜) und Kanehama (金浜), in denen sich Wohngebiete an der Sanriku-Küstenstraße befinden[1]
- die Viertel Tsugaruishi (津軽石) und Akamae (赤前), in denen sich eine Reihe von Unternehmen befinden, die mit elektronischen Bauelementen zu tun haben[1]
- die Viertel Horinai- und Hirahama, bei denen es sich um Fischerdörfer handelt[1]

### Omoe-Gebiet
In Bezug auf Fischbestände und andere Fischereiressourcen wie Wakame-Seetang, anderen Seetang, Seeigel, Seeohren und Lachs weist das Gebiet die höchsten Fangmengen und die höchste Qualität an der Sanriku-Küste auf.

## Erdbeben- und Tsunamikatastrophen

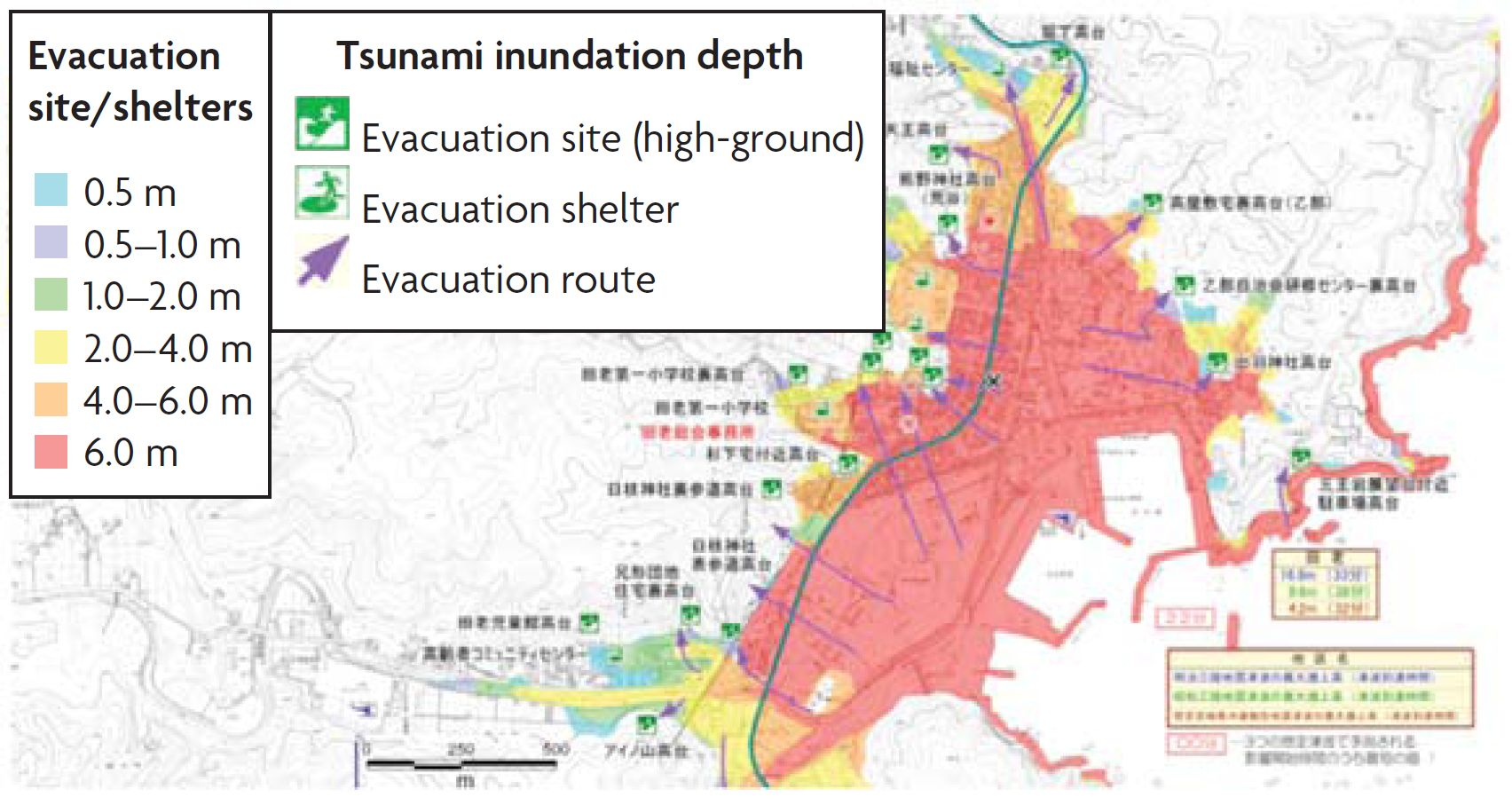
Tsunamigefährdungskarten (hier für Tarō):
Die Präfekturverwaltungen führen Gefahrenkartierungen zur Ermittlung von Gefährdungsdaten wie erwartete Höhe und Ausdehnung der Überflutung durch, die wiederum von den Gemeinden zur Erstellung von Gefahrenkarten verwendet werden, auf denen nicht nur die erwartete Gefährdung, sondern auch Informationen wie Evakuierungswege und Evakuierungsorte angegeben sind.

| Katastrophenereignis | Völlig zerstörte Häuser | Zahl der Todesopfer | Quelle |
| --- | ----------------------- | ------------------- | ------ |
| Meiji 1896 (Erdbeben und Tsunami) | 832                     | 3010                | [ 6 ]  |
| Shōwa 1933 (Erdbeben und Tsunami) | 589                     | 127                 | [ 6 ]  |
| Chile 1960 (Erdbeben und Tsunami) | 99                      | 0                   | [ 6 ]  |
| Tōhoku 2011 (Erdbeben und Tsunami) | 3669                    | 514                 | [ 6 ]  |
| Anmerkung: Die Zahl der Todesopfer für die Tōhoku-Katastrophe 2011 errechnet sich aus den Gesamtzahlen der Toten und Vermissten des 153. FDMA-Schadensberichts vom 8. März 2016 abzüglich der Zahlenangaben katastrophenbedingter Todesfälle, die von der Wiederaufbaubehörde (Reconstruction Agency, RA) ermittelt wurden. |                         |                     |        |

### Tōhoku-Katastrophe 2011
Am 11. März 2011 wurde Miyako von dem Tōhoku-Erdbeben erschüttert, das auf der japanischen seismischen Intensitäts-Skala die Stufe „starke 5“ für die Gegend von Moichi und die Stufe „schwache 5“ für die Gegenden von Satsuki-cho, Kuwagasaki, Nagasawa, Tarō, Kawai und Kadoma-Tashiro erreichte.

#### Ausmaß der Überflutung und Schäden
Das Tōhoku-Erdbeben löste einen mehrere Meter hohen Tsunami aus, dessen höchste Welle Miyako am 11. März 2011 um 15:26 Uhr traf. Der Tsunami erreichte laut Analyse von Aufzeichnungen an Tsunamibeobachtungsstellen, die zu einem späteren Zeitpunkt wiedergefunden wurden, eine Höhe von über 8,5 m. Anhand von Tsunamispuren an Tsunamibeobachtungsstellen wurde eine Tsunamihöhe von 7,3 m geschätzt (veröffentlicht vom Wetteramt Morioka am 5. April 2011). Es wurden Tsunami-Auflaufhöhen von 37,9 m (laut Earthquake Research Institute, University of Tokyo) in Tarō-Koborinai und von 40,5 m (laut The 2011 Tohoku Earthquake Tsunami Joint Survey Group, TTJS) ermittelt.
Etwa 4500 Häuser wurden bei der Katastrophe 2011 in Miyako zerstört oder beschädigt. Die Zahl der vollständig zerstörten Wohngebäude wird mit 2677 beziffert. Mindestens zwei mehrstöckige Stahlbetonbauten wurden in Miyako vom Tsunami umgestürzt.

#### Opfer
Die Brand- und Katastrophenschutzbehörde (Fire and Disaster Management Agency, FDMA) meldete in ihrem 157. FDMA-Schadensbericht vom 7. März 2018 475 Tote und 94 Vermisste.
Gemessen an der Gesamtbevölkerung Miyakos, die bei der Volkszählung von 2010 mit 59.430 angegeben worden war, betrug die Opferrate durch die Katastrophe von 2011 1,0 %, wenn alle in dem 157. FDMA-Schadensbericht vom 7. März 2018 registrierten Toten und Vermissten berücksichtigt werden beziehungsweise 0,86 %, wenn die in dem 153. FDMA-Schadensbericht vom 8. März 2016 registrierten Opfer (474 Tote und 94 Vermisste) abzüglich der von der Wiederaufbaubehörde (Reconstruction Agency, RA) gemeldeten katastrophenbedingten Todesfälle berücksichtigt werden, wodurch sich eine Zahl von 514 Toten und Vermissten ergibt. Mit der gleichen Datengrundlage, aber allein auf das Überflutungsgebiet des Tsunamis in Miyako bezogen, das eine Fläche von 10 km2 umfasste, ergab sich eine Opferquote von 2,80 %.
Laut einer am 1. September 2014 von der Stadt Miyako veröffentlichten Zusammenfassung, die von 517 Toten ausging, waren 64 % der Todesopfer 60 Jahre oder älter: 24,4 % (126 Personen) waren zwischen 70 und 79 Jahre alt, 23,6 % (122 Personen) zwischen 60 und 69 und 16,1 % (83 Personen) zwischen 80 und 89. Nach ihrem Wohnort unterteilt, kamen 181 der 517 Todesopfer (35,0 %) aus dem Viertel Tarō, 68 Personen (13,2 %) aus dem Viertel Miyako, 65 Personen (12,6 %) aus dem Viertel Sokei, jeweils 57 Personen (11,0 %) aus den Vierteln Kuwagasaki und Tsugaruishi und 48 Personen (9,3 %) aus dem Viertel Omoe.
| Gebiet in Miyako | Todesopfer | Todesopfer | Einwohner | Tsunami                   | Tsunami             | Entfernung zur nächsten Evakuierungsstätte [m] |
| Gebiet in Miyako | Rate [%]   | Anzahl     | Einwohner | Max. Überflutungshöhe [m] | Ankunftszeit [min.] | Entfernung zur nächsten Evakuierungsstätte [m] |
| --- | ---------- | ---------- | --------- | ------------------------- | ------------------- | ---------------------------------------------- |
| Tarō | 3,25       | 140        | 4.302     | 8,23                      | 31                  | 329                                            |
| Tsugaruishi | 0,86       | 30         | 3.492     | 5,79                      | 40                  | 319                                            |
| Kanehama | 3,90       | 26         | 666       | 11,44                     | 40                  | 639                                            |
| Omoe | 7,25       | 24         | 331       | 4,31                      | 72                  | 649                                            |
| Minato | 0,66       | 1          | 151       | 7,91                      | 28                  | 302                                            |
| Koganji | 5,37       | 11         | 205       | 6,49                      | 72                  | 415                                            |
| Fujiwara | 0,51       | 5          | 987       | 9,23                      | 72                  | 384                                            |
| Chinatsu | 1,18       | 2          | 170       | 2,86                      | 35                  | 256                                            |
| Quelle: Gesamtbevölkerung laut Statistics Bureau (統計局) und Director-General for Policy Planning (政策統括官), Volkszählung 2010; Todesopfer laut Brand- und Katastrophenschutzbehörde (消防庁 = Fire and Disaster Management Agency, FDMA); Maximale Überflutungshöhe und Ankunftszeit des Tsunamis laut The 2011 Tohoku Earthquake and Tsunami Joint Survey Group; Entfernung zur nächsten Evakuierungsstätte vom Wohnort laut den Evakuierungsstättendaten der Cabinet Secretariat Civil Protection Portal Site (https://www.kokuminhogo.go.jp/en/pc-index_e.html) des Kabinettssekretariat (内閣官房) und den Luftaufnahmen und Karten der Geospatial Information Authority of Japan (GSI) vom Tsunami Damage Mapping Team, Association of Japanese Geographers. |            |            |           |                           |                     |                                                |

### Tarō-Gebiet

#### Historische Tsunami-Erfahrungen und Gegenmaßnahmen im Tarō-Gebiet

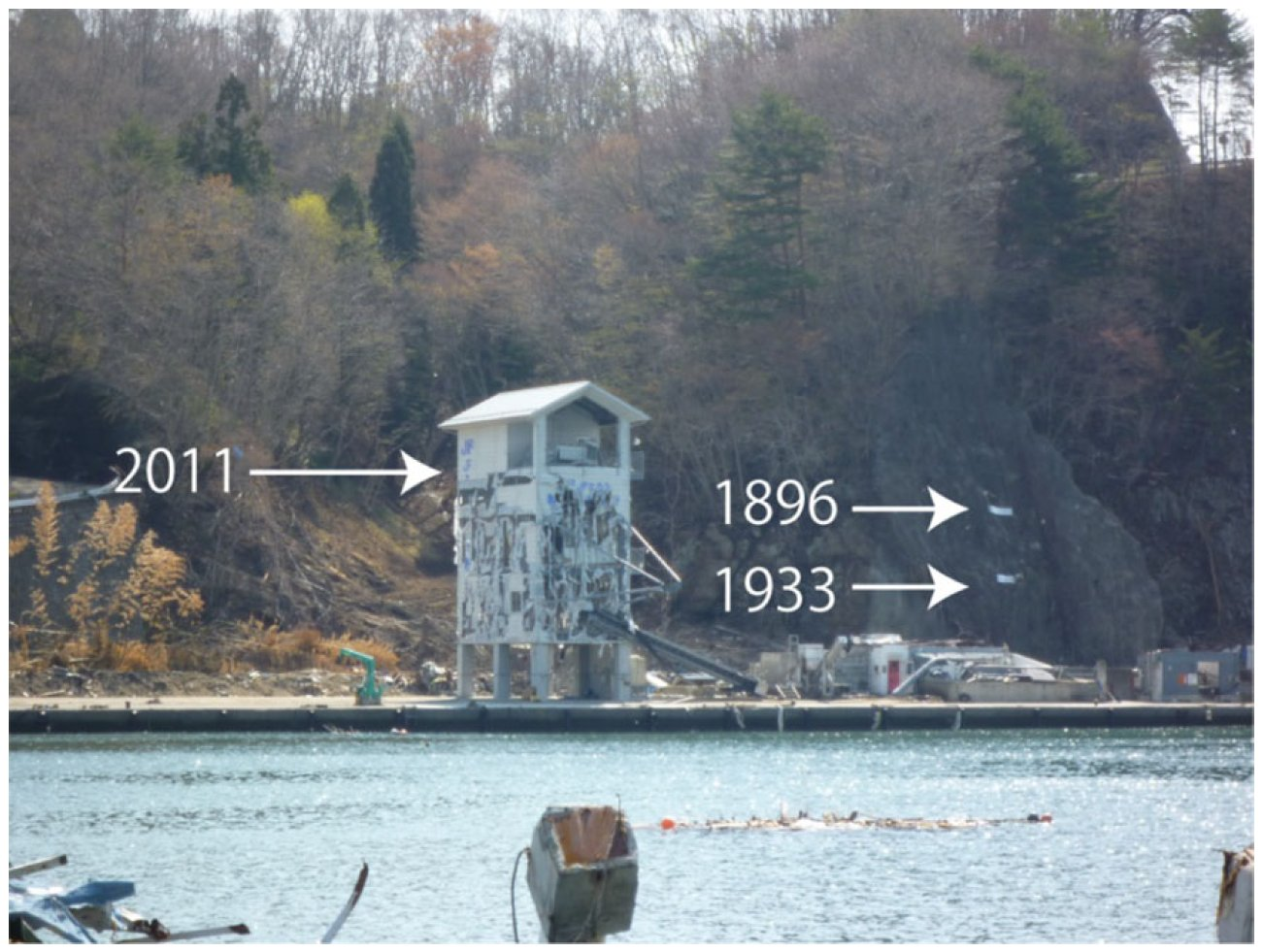
Historische Tsunamihöhen im Fischereihafen Tarō:
„2011“: Tsunamispur von 2011 am Icehouse der Japan Fisheries cooperative (14,8 m).
„1896“: weiße Markierung der Tsunamihöhe von 1896 an Klippe (14,6 m)
„1933“: weiße Markierung der Tsunamihöhe von 1933 an Klippe (10 m, gemessen an einer etwas anderen Stelle; an dieser Stelle waren 7,0 und 6,4 m gemessen worden).

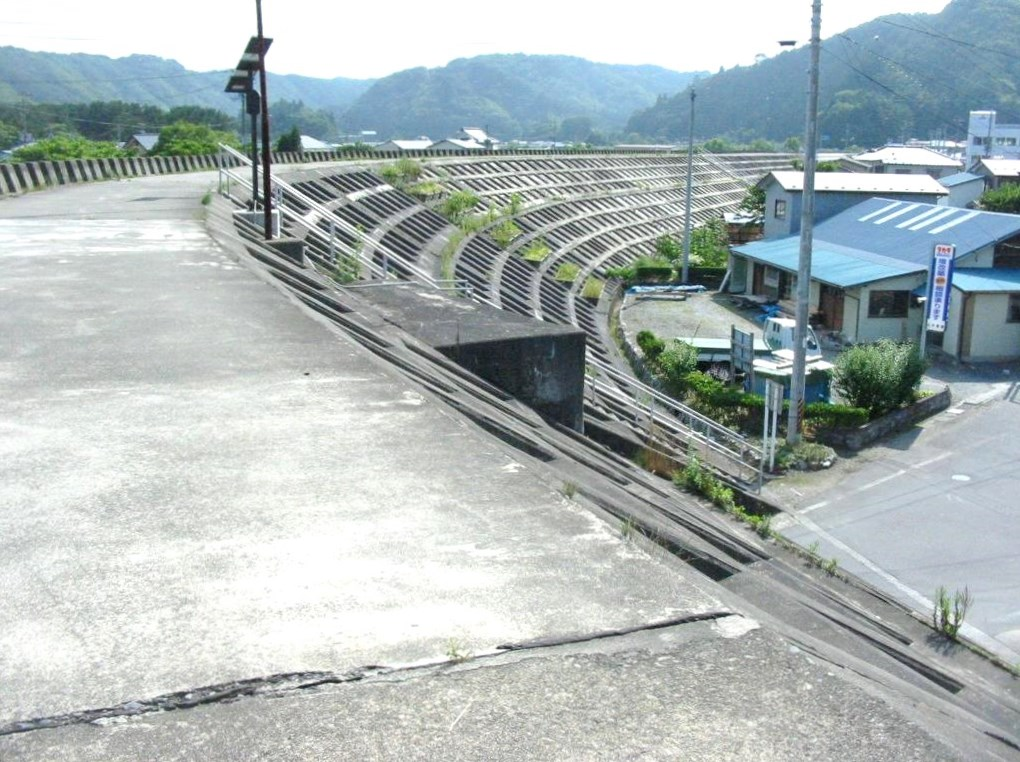
1958 fertiggestellter, 10 m hoher Seawall zum Schutz von Tarō (Foto: 2007)

Die Stadt Tarō (heute ein Bezirk von Miyako) ist auch als „Tsunami-Tarō“ bekannt dafür, in der Vergangenheit mehrmals verheerende Schäden durch Tsunamis erlitten zu haben, wie beim Keichō-Tsunami 1611, Meiji-Tsunami 1896 und Shōwa-Tsunami 1933.
Für den Meiji-Tsunami 1896 in Tarō wurde eine Höhe von 15 m oder 33 m (nach S. Yamana, 1896), eine Todesrate von 83 % (1.867 der 2.248 Einwohner) und eine Rate an zerstörten Häusern von 100 % angegeben. Anderen Angaben zufolge flutete er in Tarō 285 Häuser und tötete dort 1.447 Menschen.
Für den Shōwa-Tsunami 1933 in Tarō wurde eine Höhe von 4 bis 10 m, eine Opferrate von 32 % (911 der Einwohner) und eine Rate an zerstörten Häusern von 63 % angegeben. Anderen Angaben zufolge flutete er in Tarō sämtliche 503 Häuser und tötete 889 oder 900 der 2.950 Dorfbewohner.
Die Geschichte Tarōs ist geradezu geprägt vom Kampf gegen Tsunamis.
Umsiedlung
Während in einigen, 2011 vom Tsunami betroffenen Orten Japans ein hoher Prozentsatz der Bevölkerung in unmittelbarer Nähe der Deiche siedelte, war Tarō ein Beispiel für die Gebiete, wo die Wohnviertel auf vergleichsweise sicher erhöhtem Terrain lagen. In Tarō waren nach vorangegangenen Tsunamis viele Einwohner in höhere Lagen übersiedelt.
Nach dem Shōwa-Sanriku-Erdbeben und -Tsunami von 1933 begann eine Landumorganisation in städtischen Gebieten. Nach dem Shōwa-Tsunami 1933 hatte Tarō erwogen, der Empfehlung der Zentralregierung zur Umsiedlung der gesamten Siedlung auf höheres Terrain zu folgen, doch wurde kein geeignetes Gelände gefunden, das die wichtigen Bedingungen erfüllte wie freie Sicht auf den Fischereihafen und die Möglichkeit, die Häuser nach Süden auszurichten. Die Konzentration der Wirtschaftstätigkeit des Küstendorfs Tarō an der Küste machte die Suche geeigneter Umsiedlungsstandorte problematisch. Da es sich bei Tarō um ein großes Dorf handelte und nicht für alle 500 Häuser ausreichend hochgelegenes Terrain verfügbar war, wurde die Suche nach einem Umsiedlungsort aufgegeben, und das Dorf entschied sich dafür, aus eigenen Mitteln einen Deich um das Wohngebiet herum zu bauen.
Deichbau
Ein Jahr nach dem Tsunami von 1933 begann 1934 mit entliehenen finanziellen Mitteln der über drei Jahrzehnte währende Deichbau. Die Zentralregierung und die Präfekturalregierung genehmigten das Bauprojekt nach einem Jahr Bauzeit als öffentliche Katastrophenschutzmaßnahme und übernahmen den Rest der Kosten. Zwei Küstendeiche wurden 1958 mit einer Höhe von 10 m fertiggestellt. Sie hatten eine Gesamtlänge von 1,4 km und sollten die Stadt schützen, indem sie dem Tsunami erlaubten, an beiden Seiten der Deiche entlang fortzufließen. Die Deiche konnten die Stadt beim Chile-Tsunami 1960 (mit einer maximalen Höhe von 3,5 m) erfolgreich und vollständig schützen, ohne dass es zu Toten kam.
Nach dem Chile-Tsunami von 1960 ließ die Stadt in den 1970er Jahren einen weiteren Deich von den gleichen Ausmaßen mit zwei weiteren 10 m hohen Deichstrecken bauen, um die wachsende Bevölkerung in den Schutzbereich aufzunehmen und für größere Tsunamis vorbereitet zu sein. 1979 war das Deichsystem zweispurig ausgebaut und blieb weiterhin effizient. Der Deichbau war damit abgeschlossen.
Der größte der Deiche hatte nun eine Gesamtlänge von 2,4 km und eine Höhe von 7 m (beziehungsweise 10,65 m, gemessen am mittleren Meeresspiegel). Er war an seiner Basis 25 m und an seiner Spitze 3 m breit. Anderen Angaben zufolge betrug die Gesamtlänge der Deiche 10 km. Der Bezirk wirkte damit fast wie von den 10 m hohen Küstendeichen umschlossen, die von Regierung und Medien in Anspielung auf die Chinesische Mauer „Große Mauer“ genannt wurden. Die Deichkrone war so breit, dass Einwohner darauf joggten, Spazieren gingen oder Fahrrad fuhren.
Im Gegensatz zu den Deichen vieler anderer Orte an der japanischen Küste, die dazu ausgelegt waren, das Land vor Tidehochwasser oder Taifunen zu schützen, sollten diese Deiche in Tarō als Tsunamibarrieren fungieren und waren in ihrem Entwurf auf den Tsunami von 1933 ausgelegt. Diese für Tsunamis entworfenen Seawalls mit ihrer Höhe von 10 Metern dominierten die Landschaft Tarōs und bildeten mit ihrer älteren Mauer und den zwei neueren Abschnitten vier durch Tsunamitore miteinander verbundene Stadtareale. Tarō wurde für seine langen Tsunamideiche weltweit bekannt.
Weitere Tsunamigegenmaßnahmen
Darüber hinaus arbeiteten die Menschen in Tarō sowohl von Seiten der Hardware als auch von Seiten der Software für den Katastrophenschutz, schufen drahtlose Kommunikationssysteme für Katastrophenschutz sowie Tsunami-Evakuierungsrouten, gaben Tsunami-Erfahrungen weiter und riefen sich 2003 schließlich zur „Stadt der Tsunami-Katastrophenvorsorge“ aus.

#### Tōhoku-Katastrophe 2011 im Tarō-Gebiet

##### Ausmaß der Überflutung und Schäden im Tarō-Gebiet
Trotz der Bemühungen als „Stadt der Katastrophenvorsorge“ und der Errichtung der 10 m hohen und zusammen 2,4 km langen Küstendämme überflutete und zerstörte der Tsunami von 2011 in Tarō die großen zweizeiligen Küstendeiche. Der erste und dritte Deich wurden überströmt und der zweite zerstört. Der Tsunami zerstörte den östlichen Teil des neuen Deiches. Die Betonblöcke des neuesten Mauerabschnitts wurden fast alle umgestürzt, und lediglich einige Stützpfeiler und Blöcke um die Tore blieben als einzige Teile dieses Seawallteils stehen. Der Tsunami riss Blöcke und andere Trümmer dieser Baukonstruktionen über 100 m landeinwärts mit sich.
Auch die Wellenbrecher am Eingang der Bucht wiesen schwere Schäden auf. Die Schleusentore des Flusses blieben unbeschädigt.
Die beiden Deiche (der neuere und der ältere) waren – in Aufsicht gesehen – miteinander zu einer X-Form gekreuzt angelegt worden, was dazu führte, dass der Tsunami sich in der Mitte der Deichstrecke angesammelt und erhöht hatte. Während die Küstendeiche von Tarō von einer Seite als wirkungslos für den Tōhoku-Tsunami bewertet werden, wird von anderer Seite angeführt, sie hätten den Schaden bis zu einem gewissen Grad verringert. Die Rolle dieser Küstenbauwerke stellt daher einen kontrovers diskutierten Gegenstand dar. Unstrittig blieb ihre Wirksamkeit gegen niedriger ausfallende Tsunamis der Vergangenheit.

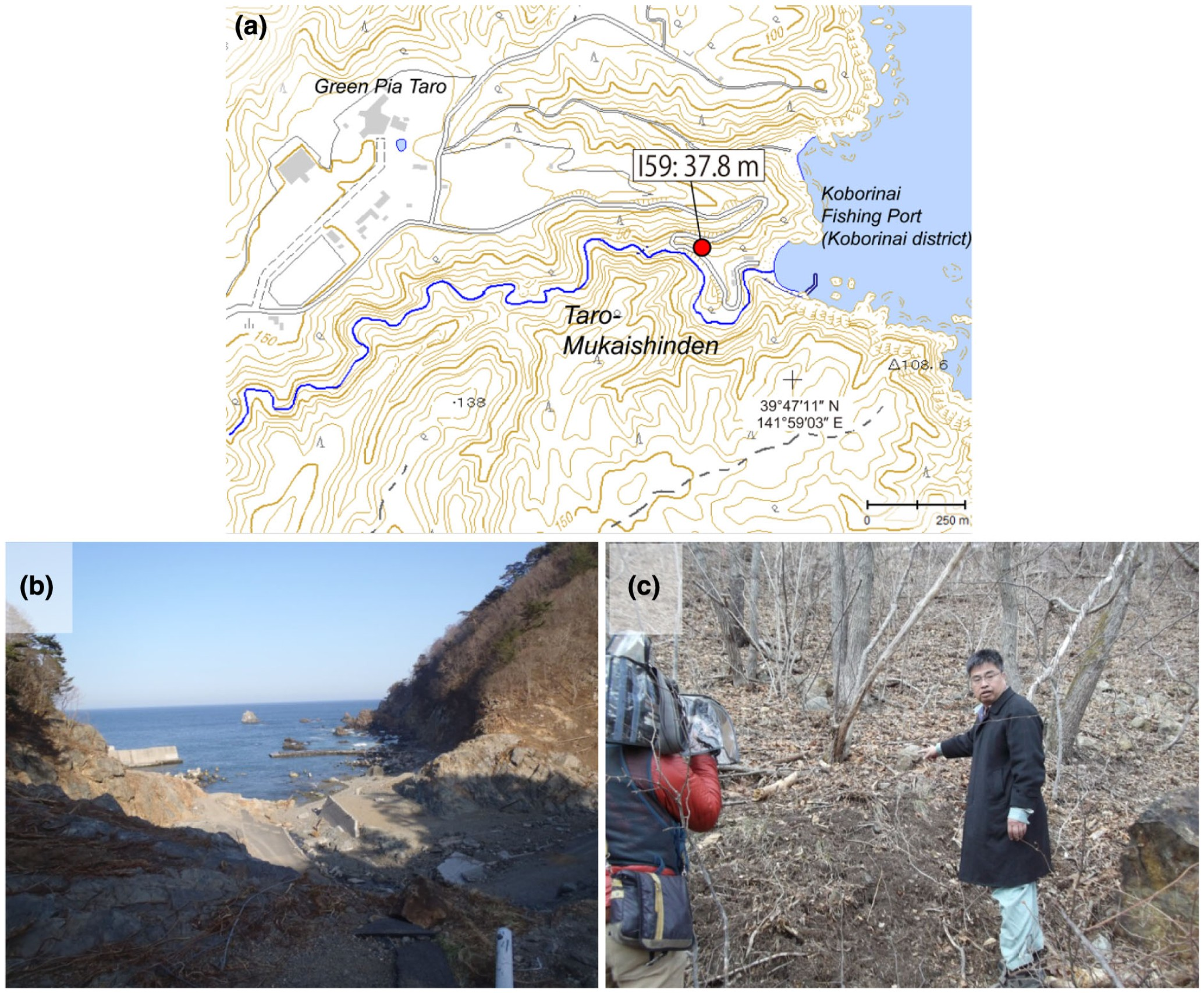
Tarō-Mukaishinden:
a: Auflaufhöhe (Kreis)
b: Tsunamischäden
c: Der Vermessungspunkt, an dem eine Auflaufhöhe von 37,8 m gemessen wurde

Es wurden eine Tsunami-Überflutungshöhe von 16,6 m in städtischen Gebieten und eine Tsunami-Auflaufhöhe von 20,72 m verzeichnet. Der Mittelwert der von der The 2011 Tohoku Earthquake Tsunami Joint Survey Group 2011 durchgeführten Messungen der Überflutungshöhe und der Hochlaufhöhe betrug 21,47 m. Andere Angaben fanden Tsunamihöhen (Überflutungs- und Auflaufhöhen) zwischen 12 und 19 m vor. Der Tsunami war 2011 in Tarō höher als der Tsunami von 1933. Ob er auch höher als der Tsunami von 1896 war, ist nicht geklärt. Ein Vergleich der Tsunamischäden von 2011 an einem Icehouse der Japan Fisheries Cooperative (漁業協同組合, ジェイエフ) im schwer vom Tsunami 2011 beschädigten Fischereihafen Tarō, die eine Tsunamihöhe von 15 m belegen, mit den weißen Markierungen der Tsunamihöhen von 1896 und 1933 auf einer hinter dem Icehouse liegenden Klippe zeigen, dass der Tsunami von 2011 eine ähnliche Höhe wie der Tsunami von 1896 hatte. Neben dem Icehouse der Japan Fisheries Cooperative fanden sich 2011 auch am Tarō Kanko Hotels Tsunamispuren, die auf eine Inundationshöhe von 14,8 m schließen lassen. Im westlichen Wohngebiet wurde eine Auflaufhöhe von 11,8 m, im östlichen Wohngebiet eine Auflaufhöhe von 19,0 m gemessen. Anhand von Tsunamispuren an einem Schulgebäude ergibt sich hier eine Inundationshöhe von 12,6 m. In Tarō-Mukaishinden nahe dem Fischereihafen Koborinai in der Stadt Miyako wurde anhand von Tsunamispuren wie Trümmeranspülungen und dem Fehlen von Laub eine Auflaufhöhe von 37,8 m gemessen. Auf einer rund 30 m hohen Erhebung wurden drei Feuerwehrleute, die Fischern die Anweisung zur Evakuation gaben, getötet.
Der die Deiche überströmende Tsunami zerstörte städtische Gebiete, verursachte Überschwemmungen in sämtlichen flachen Gebieten und spülte alle Gebäude in den Gebieten von O-hira bis zum Fluss Osanaifort fort.
Der Tsunami überwand alle Abschnitte der Seawalls, drang landeinwärts vor und trug hölzerne Behausungen mit sich fort. Die meisten auf Holzkonstruktion beruhenden Gebäude wurden sogar hinter den ältesten Seawalls (im Landesinneren) von ihren Fundamenten fortgespült. In diesen Bereich wurden beträchtliche Mengen von Trümmern angespült und blieben hinter den Seawalls gefangen, als sich das Wasser wieder zurückzog. Die meisten Häuser wurden durch den Tsunami beschädigt. Nahezu alle Häuser und Fischereianlagen wurden fortgespült oder vollständig zerstört. Lediglich einige Stahlbetongebäude widerstanden seiner Kraft.
Vor den Tsunami-Seawalls (entlang des Kais) blieben lediglich zwei Gebäude stehen, bei denen es sich um ein Stahlbetongebäude mit erheblichen Tsunami-Schäden in den unteren vier Stockwerken und um ein Stahlskelett-Gebäude handelte.
Zwischen dem neuen und dem alten Teil des Seawalls wurde die Siedlung vollständig zerstört. Zum Zeitpunkt einer Felduntersuchung Ende Mai 2011 standen dort lediglich noch zwei Gebäude. Bei dem ersten Gebäude handelte es sich um ein Bauwerk, dessen aus Stahlbeton bestehendes Geschoss stehen blieb, während die übrigen, als Holzbau errichteten Geschosse fortgespült wurden. Bei dem zweiten Gebäude handelte es sich um ein Stahlskelettbau-Hotel:
Der Tsunami drang bis in das vierte Geschoss des sechsgeschossigen (nach anderen Angaben: siebengeschossigen) Tarō Kanko Hotels (たろう観光ホテル) vor, das 1986 in 200 m Entfernung von der Küste in Tarō-Nohara (野原) errichtet worden war. Der Tsunami zerstörte das erste und zweite Geschoss bis auf das blanke Metallstützgerüst völlig und trug deren Verkleidung vollständig ab. Tsunamischäden reichten im Hotel bis in eine Höhe von 14,8 m (3. Geschoss, nach anderen Angaben: 4. Geschoss). Alle Hotelgäste und Hotelmitarbeiter konnten sich vor dem Tsunami in Sicherheit bringen. Im Oktober 2013 traf die Stadt die Entscheidung, dass das Tarō-Kanko-Hotel als erste Katastrophenruine in der Präfektur Iwate mithilfe von Finanzierung der Nationalregierung als Tsunamigedenkstätte erhalten werden sollte. Im März 2014 erwarb die Stadt das Hotel und Grundstück und entschied, das Gebäude in seinem Zustand zu bewahren. Teile des vierten Geschosses und die höheren Geschosse werden nahezu in dem Zustand wie nach der Katastrophe belassen. Die Hotelruine soll die Besucher mit ihrem verzogenen Metallstützgerüst und den zerstörten Fahrstühlen und Treppen an die Macht eines Tsunamis erinnern. Um in das Hotelgebäude zu gelangen, sollen Besucher die Außentreppen des Gebäudes bis in das fünfte Geschoss hinaufsteigen um einen Eindruck zu erhalten, wie hoch der Tsunami hinaufreichen kann. Das fünfte und sechste Geschoss werden als Datenraum und Veranstaltungsort genutzt, wo Besucher sich ein vom Hotelbesitzer im Hotel selbst gefilmtes Video des Tsunamis vom 11. März 2011 betrachten können. Die Eröffnung des renovierten Hotels für die Öffentlichkeit als Bildungseinrichtung zur Katastrophenvorsorge erfolgte am 1. April 2016. Kataribe (Geschichtenerzähler) bieten Besuchern Gespräche über die Katastrophe an, die wertvolle Lehren an zukünftige Generationen weitergeben sollen.
In Aozari, Wano, Otobe sowie in der Nähe des Kumano-Schreins in Ariya brachen Waldbrände aus, die schließlich am 16. März 2011 gelöscht werden konnten.
Es wurden wichtige Einrichtungen wie der Fischmarkt Tarō, die Kindertagesstätte Tarō, die Klinik der Nationalen Krankenversicherung in Tarō und die Zweigstelle der Feuerwache Miyako in Tarō wurden völlig zerstört. Das erste und zweite Geschoss des Fischerei-Genossenschaftsgebäudes in Tarō wurden völlig zerstört, wurden aber später wieder saniert.
Im Viertel Settai wurde das Seeohren-Zuchtzentrum der Fischereihafens Settai völlig zerstört. Das Tor des Fluttores an der Küste von Settai wurde zerstört und stromaufwärts im Fluss Settai fortgetragen. Die Shimosettai-Brücke wurde fortgespült.

##### Opfer im Tarō-Gebiet
Der Tsunami von 2011 tötete in Tarō 5 % der Bevölkerung (geschätzte 181 oder 200 der rund 4.400 Einwohner). In dem Gebiet von Tarō wurden insgesamt 141 Leichen aufgefunden, die von einem Arzt, der seit 2007 der einzige Bezirksarzt des Ortes war und den Tsunami überlebt hatte, identifiziert wurden, in fast allen Fällen innerhalb weniger Tage, obwohl die Klinik des Arztes wie auch die einzige Zahnklinik der Stadt vollständig überflutet und somit fast alle medizinischen und zahnmedizinischen Dokumentationen vernichtet worden waren. Nach anderen Angaben hatte Tarō eine Gesamtbevölkerung von 4.876 Einwohnern, von denen 3.000 (also 62 %) ihren Wohnsitz in dem vom Tsunami überfluteten Gebiet gehabt hatten.
Laut einer am 1. September 2014 von der Stadt Miyako veröffentlichten Zusammenfassung, die von 517 Todesopfern (Tote und für tot erklärte Vermisste) für die gesamte Stadt Miyako ausging, betrug die Gesamtzahl der bei der Katastrophe Getöteten im Gebiet Tarō 181 Menschen. Davon waren 136 Menschen, die am 11. März 2011 in der Stadt Miyako registriert waren, durch eine direkt in Zusammenhang mit dem Erdbeben und Tsunami stehende Ursache (wie Ertrinken, Pneumonie etc.) getötet worden (in der Statistik als „Deaths with certificate“ bezeichnet), während der Tod bei 45 Personen in Abwesenheit der Leiche erklärt wurde. Über sterbliche Überreste oder DNA Fingerprinting konnte die Anzahl von diesen 45 Personen nachträglich auf 41 als tot erklärt Vermisste verringert werden.

##### Evakuierung im Tarō-Gebiet
Über 1300 Menschen evakuierten aufgrund der verheerenden Tsunamischäden.
Die Ereignisse in Tarō gelten als belegendes Beispiel für die Anfälligkeit von Tsunamiwarnsystemen im Fall von Stromausfällen, die durch lokale Erdbeben ausgelöst werden. Kurz nachdem die akustische Übertragung von Tsunamiwarnungen in Tarō begonnen hatte, war sie so durch Stromausfall bereits wieder beendet worden.
Zwar hatte die Japan Meteorological Agency (JMA) bereits etwa drei Minuten nach dem Auftreten des Erdbebens eine Tsunamiwarnung ausgegeben, doch basierte dieser Alarm auf einer unterschätzten Magnitude von 7,9, was zu einer Unterschätzung der erwarteten Tsunamiwellenhöhen an den japanischen Küsten führte. Die Herausgabe der Information, dass der erwartete Tsunami lediglich eine Höhe von 3 m haben werde, soll dazu geführt haben, dass Evakuierungen in Tarō ausgeblieben sind. In der öffentlichen Wahrnehmung war die Stadt bei einem Tsunami dieser Höhe durch ihre Tsunamiabwehrbauwerke geschützt. Berichten von Überlebenden zufolge könnte das Vorhandensein der Seawalls der gefährdeten Küstenbevölkerung ein trügerisches Gefühl der Sicherheit vermittelt haben. Ein Teil der Bevölkerung Tarō wartete die Ankunft des Tsunamis und das Überfluten der Tsunamibarrieren ab, statt sich schon vorher auf höheres Terrain zu begeben. Nach den natürlichen und formellen Warnzeichen warteten manche Einwohner in Tarō in der Stadt auf die Heimkehr von außerhalb befindlichen Familienmitgliedern, um mit ihnen gemeinsam zu evakuieren. Dies führte nicht nur zur Verspätung für die jeweilige Person in Tarō, sondern animierte auch die außerhalb Befindlichen, in die Gefahrenzone zu fahren, was dazu führte, dass manche unnötigerweise während der Überflutung zu Tode kamen.

##### Neue Flutschutzmauer in Tarō
Als Folge des Tsunami von 2011 wurde eine neue Flutschutzmauer mit einer Höhe von 14,7 Meter gebaut. Hinter der Mauer stehen keine Wohnhäuser mehr. Erlaubt ist nur noch Gewerbe.

### Miyako-Gebiet

#### Historische Tsunami-Erfahrungen im Miyako-Gebiet
Im Viertel Tsukiji wurde nach der Meiji-Restauration wieder Land zurückgewonnen worden. 1937 wurde der Desaki-Kai fertiggestellt.
Die Viertel Takahama und Kanehama hatten bereits während des Chile-Tsunamis von 1960 schwere Schäden erlitten.

#### Tōhoku-Katastrophe 2011 im Miyako-Gebiet

##### Ausmaß der Überflutung und Schäden im Miyako-Gebiet
Zentrale städtische Gebiete erlitten erhebliche Schäden durch den Tsunami. Der Tsunami überflutete den Desaki-Kai und überwand den Deich in Tsukiji und Shinkawa-cho. Er überschwemmte das Rathaus bis zum zweiten Geschoss und riss sechs Brückenträger der Eisenbahnbrücke fort, die die JR-Yamada-Linie über den Fluss Hei führt. Der Tsunami dehnte sich von Mukai-machi und Odori bis nach Motomachi, Aramachi, Kurota-machi und Suehiro-cho aus. In der Chuo-dori-Einkaufsstraße setzte er Fischerboote auf Grund. Auch die Einkaufsstraßen in Motomachi und Suehiro-cho wurden bis zu einer Überflutungshöhe von 1,5 m überschwemmt und mit Fahrzeugen und Trümmern übersät.
Im Viertel Tsukiji wurden Wohnhäuser fortgespült. Zwar überstanden Gebäude wie das der Bank von Iwate oder von Tōhoku Denryoku den Tsunami, doch war bei den meisten von ihnen das erste Geschoss überflutet. Im Viertel Atago wurden, Häuser an der Nationalstraße 45, die von Schutt blockiert wurde, vollständig zerstört und über die Hälfte der Gebäude in dem Viertel wurden überschwemmt.
Da im Viertel Kuwagasaki kein Deich zum Schutz vor dem Tsunami existierte, wurden flache Gebiete fast vollständig zerstört. Die Tsunamis, die den Fischmarkt am Kai des Fischerhafens und die mit der Verarbeitung von Meeresfrüchten verbundenen Anlagen zerstörten, trafen auf die Tsunamis, die bei Takonohama-cho (蛸の浜町) über den Kamm von Tokonohama flossen. Das Jōdogahama-Touristenboot, das für Instandhaltungsarbeiten im Dock gewesen war, wurde in Minato-machi angespült.
Im Viertel Sakiyama wurde das Fluttor am Strand von Onatsupe zerstört, was zur Folge hatte, dass über die Hälfte der Gemeinde überflutet und das Miyako Farming Fishery Center völlig zerstört wurde. Der nahe der Küste gelegene Campingplatz Nakanohama in Sakiyama wurde vom über 15 m hohen Tsunami fortgespült oder schwer beschädigt. Es wird angenommen, dass der Tsunami in Nakanohama eine Höhe bis 21 Meter über dem Meeresspiegel erreichte. Als Tsunami-Gedenkpark-Nakanohama wurde die im Nationalpark gelegene Ruine des Campingplatzes bewahrt und am 24. Mai 2014 als erste erhaltene Katastrophenruine für die Öffentlichkeit eröffnet. Die öffentliche Toiletten und die Feldküche des Campingplatzes wurden in dem Zustand erhalten, in dem sie sich nach der Katastrophe befanden hatten. Der Gedenkpark soll die Bedeutung der Evakuierung auf höheres Terrain im Falle eines Tsunamis vermitteln. Der Kai des Fischereihafens Yado wurde zerstört und fast das gesamte Viertel Hideshima überflutet.
Im Viertel Fujiwara wurde das Fluttor vor der Nakaya-Werft zerstört. Der Tsunami überwand den Deich am Fujiwara-Kai, drang landeinwärts vor, überquerte die Nationalstraße 45 und erreichte die Bahnstrecke der JR-Yamada-Linie. Mit der Verarbeitung von Meeresfrüchten verbundenen Anlagen und Häuser in der Nähe der Nationalstraße 45 oder näher am Meer erlitten beträchtliche Schäden.
Im Viertel Sokei erlitten Sperrholzfabriken sowie Transport- und Lageranlagen zwischen dem Deich und der Küste ebenso schwere Schäden wie das Forstwirtschaftsamt Nord-Sanriku und die Miyako Civic Culture Hall. Der Tsunami überquerte die JR-Bahnstation Sokei und drang bis nach Sokei-Nishi und Wamura vor, die er überschwemmte. Entlang des Flusses Yagisawa drang der Tsunami bis zu den Sperrholzfabriken und der Miyako Fisheries High School vor, die er überflutete. Der Rias-Hafen wurde völlig zerstört.
In den Vierteln Takahama and Kanehama wurde die Nationalstraße 45 durch Trümmer blockiert und so die Gemeinde von der Außenwelt im Fahrzeugverkehr abgeschnitten. In Takahama überwand der Tsunami den Damm, auf dem die Nationalstraße 45 verlief, überflutete das Gebiet, verursachte große Schäden entlang der Buslinie und zerstörte das Takahama Community Center völlig. Im Viertel Kanehama-Viertel wurde der Deich auf einer Länge von rund 30 m beschädigt und in der Folge Wohnungen im Flachland fast vollständig zerstört.
Im Viertel Tsugaruishi passierte der Tsunami das Fluttor, drang im Fluss Tsugaruishi stromaufwärts vor und überflutete die Inari-Brücke. Im Viertel Norinowaki wurden fast sämtliche Häuser fortgespült und ein Eisenbahnzug der Yamada-Linie nahe der etwa einen Kilometer von der Küste entfernten Station Tsugaruishi aus der Gleisspur geworfen. Das Tsugaruishi Branch Office und die Tsugaruishi Public Hall wurden völlig zerstört. In Motomachi wurden Wohnhäuser völlig zerstört oder in mit einer Höhe von 1,5 m über dem Boden überflutet. Die im Fluss Tsugaruishi stromaufwärts vordringenden Tsunamis gelangten in den Fluss Neisawa und beschädigten das Viertel Shin-machi-shimo. Im Viertel Akamae überflutete der aus dem Norden vordringende Tsunami den Sportpark und bewegte sich weiter in Richtung Süden.
Das Viertel Kamagasawa wurde fast völlig überflutet. Die Viertel Koborinai, Horinai und Shirahama wurden mehr als zur Hälfte überflutet. Bodensenkungen führten dazu, dass die Omoe-Halbinsel-Linie bei Flut und Sturmflut seitdem unter Meerwasser getaucht wurde, was Baumaßnahmen zur Erhöhung des Bodenniveaus notwendig machte.

##### Opfer im Miyako-Gebiet
Von den laut einer am 1. September 2014 von der Stadt Miyako veröffentlichten Zusammenfassung 517 Todesopfern in der gesamten Stadt Miyako stammten 68 aus dem Viertel Miyako, davon 25 aus Mukai-machi, je 11 aus Tsukiji und Koganji, 7 aus Shinkawa-cho, 5 aus Yamaguchi, je 2 aus Odori und Kurota-machi und je eines aus Tateai-cho, Nishi-machi, Hokuda, Atago und Miyazono.
65 von 517 Todesopfern stammten aus dem Viertel Sokei, davon 28 aus Kanehama, 8 aus Sokei, 6 aus Fujiwara, je 5 aus Yagisawa und Takahama, je 4 aus Koyamada und Kanbayashi, je 2 aus Wamura und Fujinokawa und eines aus Kanan.
57 von 517 Todesopfern stammten aus dem Viertel Kuwagasaki, davon 20 aus Kuwagasaki, 18 aus Takonohama-cho, 6 aus Yamane-cho, 5 aus Kumano-cho, 4 aus Hitachihamacho und je eines aus Nakasatodanchi, Hikage-cho, Minato-machi und Hinode-cho.
Weitere 57 von 517 Todesopfern stammten aus dem Viertel Tsugaruishi, davon 31 aus Tsugaruishi und 26 aus Akamae.
22 von 517 Todesopfern stammten aus dem Viertel Sakiyama, davon 18 aus Sakikuwagasaki und 3 aus Sakiyama.
12 von 517 Todesopfern stammten aus dem Viertel Sentoku, davon 5 aus Nagane, 3 aus Chikanai und je eines aus Nishigaoka, Ota, Kanpana und Itaya.
6 von 517 Todesopfern stammten aus dem Viertel Hanawa, davon 3 aus Nagasawa und je eines aus Takusari, Matsuyama und Roki.
Eines der 517 Todesopfer stammte aus dem Viertel Niisato (Kariya).

### Omoe-Gebiet

#### Historische Tsunami-Erfahrungen und Gegenmaßnahmen im Omoe-Gebiet

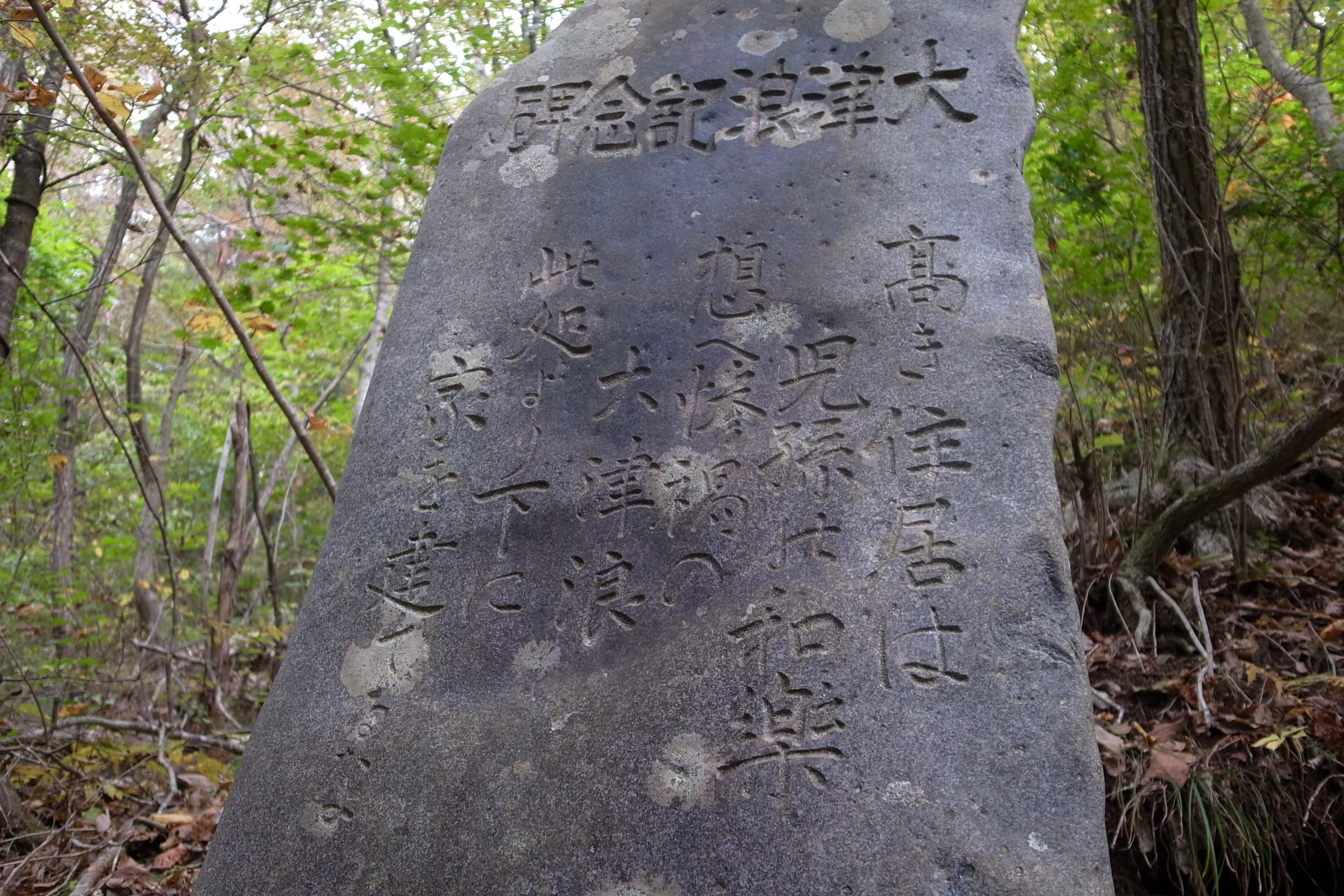
Tsunamistein in Aneyoshi (im Omoe-Gebiet):
Das vier Fuß hohe Monument des großen Tsunamis von 1933 im Dorf Aneyoshi, das die Einwohner ermahnt, nicht unterhalb seiner Höhe zu siedeln. Zu den eingravierten Inschriften zählt neben dem Namen (oben im Bild) des Steinmahnmals (大津浪記念碑) auch die Aufforderung (links im Bild): Baue kein Haus unterhalb dieser Stelle! (此処より下に家を建てるな)

Da das Omoe-Gebiet dem offenen Ozean zugewandt ist, erlitt es während der von dem Meiji- und den Shōwa-Erdbeben ausgelösten Tsunamis schwere Schäden. Aneyoshi gehört zu den Dörfern, die aufgrund der Katastrophen durch den Meiji-Tsunami 1896 und den Shōwa-Tsunami von 1933 umgesiedelt worden waren. Nachdem in den beiden Tsunamis fast die gesamte Bevölkerung des Ortes ausgelöscht worden war, erbauten die Menschen ein Tsunamimahnmal und siedelten auf einen Hügel um. Der Umzug der Menschen dieser Gemeinde auf höheres Gelände erfolgte individuell.
Durch sein Steinmahnmal erlangte das Dorf große Bekanntheit. Es ermahnt die Menschen, nicht unterhalb seiner Höhe zu siedeln. Das Steinmahnmal war nach dem Shōwa-Tsunami 1933 (nach anderen Angaben: nach dem Tsunami von 1896) auf 60 m Höhe über dem Meeresspiegel (20 m höher als der Pegel des Tsunamis von 1933) in der Omoe-Aneyoshi-Umgebung von Miyako errichtet worden und trägt eingravierte Inschriften mit Lehren, die aus dem Shōwa-Sanriku-Erdbeben von 1933 gezogen wurden. Die Bevölkerung wird durch die eingravierten Inschriften (beispielsweise 此処より下に家を建てるな: Baue kein Haus unterhalb dieser Stelle!) auch für die ferne Zukunft ermahnt, niemals unterhalb des Mahnmals Häuser zu errichten, weil die Tsunamis von 1896 und 1933 diese Stelle erreicht und lediglich 2 beziehungsweise 4 Menschen die Zerstörung der Dörfer überlebt hätten.

#### Tōhoku-Katastrophe 2011 im Omoe-Gebiet

##### Ausmaß der Überflutung und Schäden im Omoe-Gebiet
Der Tsunami traf alle der Miyako-Bucht zugewandten Fischerhäfen auf der westlichen Seite der Omoe-Halbinsel wie Shirahama, Uranosawa und Oikiri, sowie diejenigen, die dem offenen Ozean zugewandt sind wie Tatehama, Uiso, Aramaki, Omoe (重茂), Otobe, Aneyoshi, Chikei, Ishihama und Kawashiro und zerstörte Deiche und Seawalls. Die Umschlagstelle sowie die Kühlanlagen, Fischverarbeitungsbetriebe und Produktionsanlagen für Lachse und Seeohren wurden völlig zerstört. Über die ganze Stadt gerechnet wurden 2.629 Fischerboote beschädigt.
In Otobesato und Omoesato wurden die meisten Wohnhäuser fortgespült. Die Mukaiwatari-Brücke in Omoesato stürzte ein und schnitt Aneyoshi, Chikei und Ishihama von der Umgebung ab. Der Tsunami drang in Chikei ein und überflutete die Hälfte der Gemeinde in Ishihama. Die Grundschule Chikei wurde bis in das zweite Geschoss überflutet.

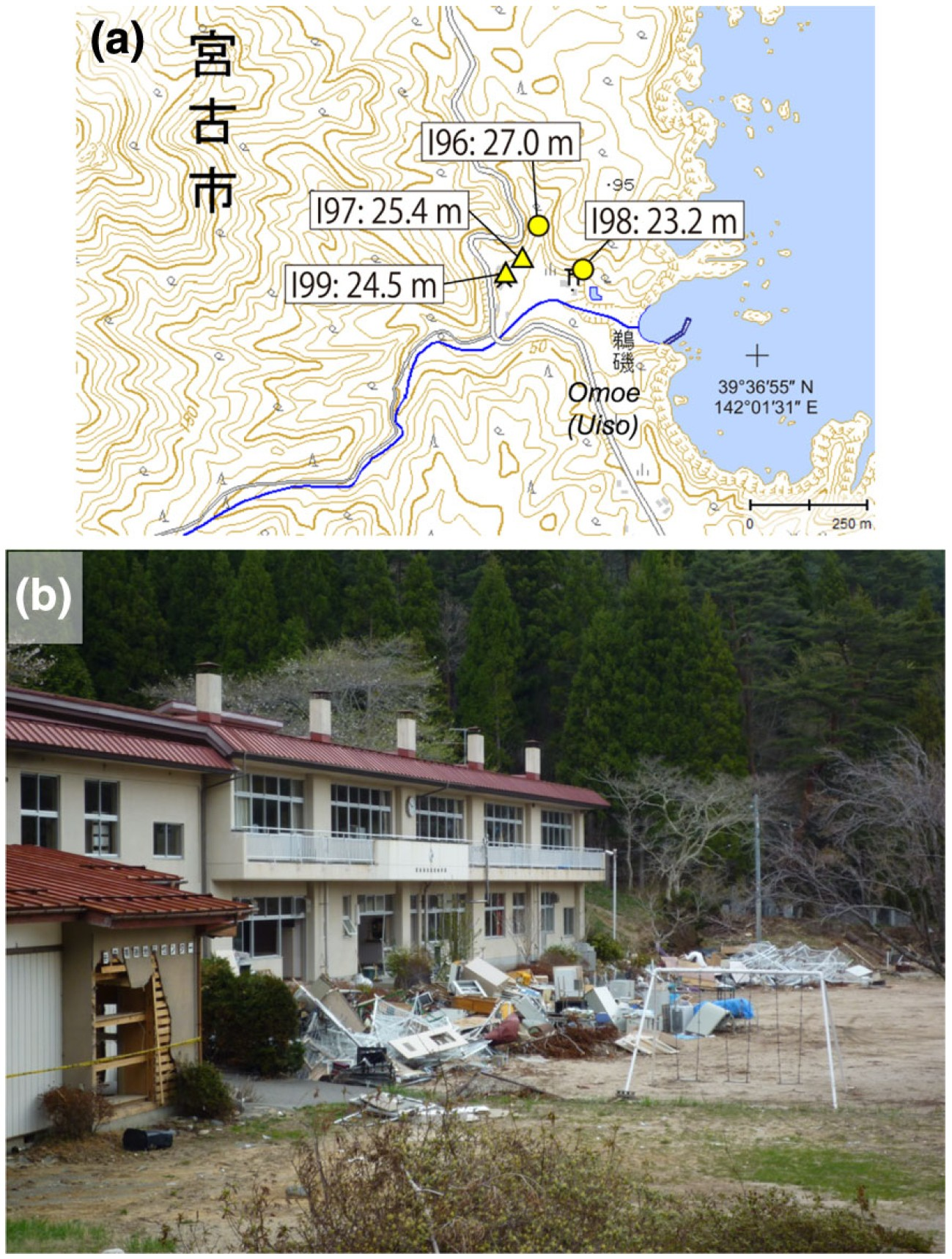
Uiso (im Omoe-Gebiet):
a: Überflutungs-Höhen (Dreiecke) und Auflaufhöhen (Kreise)
b: Tsunamischäden an der Grundschule Uiso

In Omoe (Uiso), wo der Tsunami in der auf einer über 20 m hohen Anhöhe gelegenen Grundschule Uiso im ersten Geschoss Tsunamispuren hinterließ, wurden Inundationshöhen von rund 24,5 m und Auflaufhöhen von bis zu 27,0 m gemessen.
Zwar erreichte der Tsunami 2011 in Aneyoshi mit einer Auflaufhöhe von 40,5 m (nach anderen Angaben: die höchste Tsunamiüberflutungshöhe von 38,9 m) einen der Höchstwerte des Tōhoku-Tsunamis 2011 und zerstörte den Seawall und den dahinterliegenden Fischereihafen. Doch erreichte er nicht das Steinmahnmal, und es kam zu keinerlei Schäden im Dorf selbst. Aneyoshi war damit das einzige Umsiedlungs-Dorf in Miyako, das keine Schäden erlitt. Dank des Jahrzehnte zuvor auf dem Hügel errichteten Steinmahnmals hatte keiner der Einwohner sein Haus in Nähe des Wassers errichtet, und es wurden keine Häuser fortgespült. Das vier Fuß hohe Tsunami-Steinmahnmal steht an der einzigen Straße des kleinen Dorfes, das in einem engen, zum Meer führenden Tal liegt. Dorfbewohner brachten sich am 11. März 2011 über den zu dem Tsunami-Mahnmal im Aneyoshi-Bezirk der Stadt Miyako führenden, aufsteigend gewundenen Pfad vor dem Tsunami in Sicherheit, wo der Tsunami 70 Meter vor dem Steinmahnmal zum Stehen kam.
Der Umstand, dass Häuser, die auf höherem Terrain gebaut wurden als das Denkmal, durch den Tōhoku-Tsunami 2011 nicht beschädigt wurden, wird von der japanischen Regierung als Beleg dafür betrachtet, dass die Tradierung von Lehren aus vergangenen Katastrophen ein wichtiges Mittel ist, um Katastrophenschäden geringer zu halten.

##### Opfer im Omoe-Gebiet
Von den laut einer am 1. September 2014 von der Stadt Miyako veröffentlichten Zusammenfassung 517 Todesopfern in der gesamten Stadt Miyako stammten 48 aus dem Viertel Omoe, davon 44 aus Omoe und 4 aus Otobe. 20 dieser Todesopfer blieben zu diesem Zeitpunkt vermisst, davon 19 in Omoe und eines in Otobe.

## Sehenswürdigkeiten
- Jōdo-Strand (浄土ヶ浜, Jōdogahama)

Galerie: Sehenswürdigkeiten und Aussichtspunkte
Sannō-iwa (三王岩) in Tarō
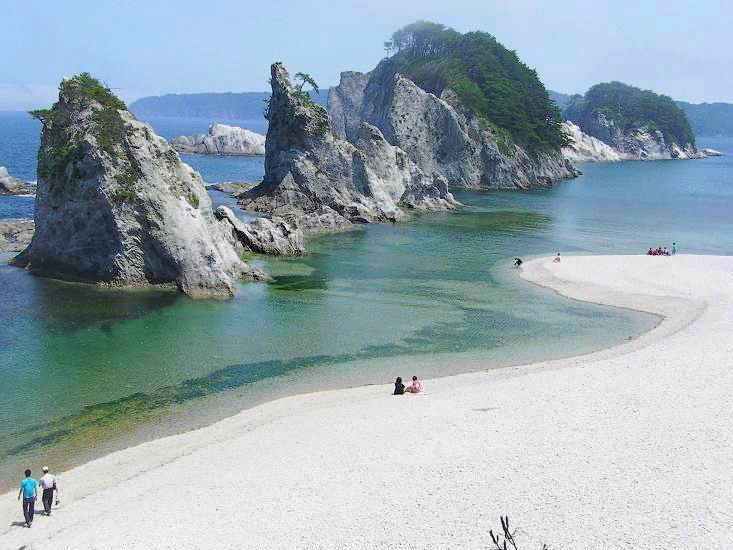
Jōdogahama in Kuwagasaki, Zugangsort zum früheren Rikuchū-Kaigan-Nationalpark. Der Name (Strand des reinen Landes) soll auf den buddhistischen Mönch Reikyo zurückgehen, der das Land im 17. Jahrhundert als paradiesisch lobte.
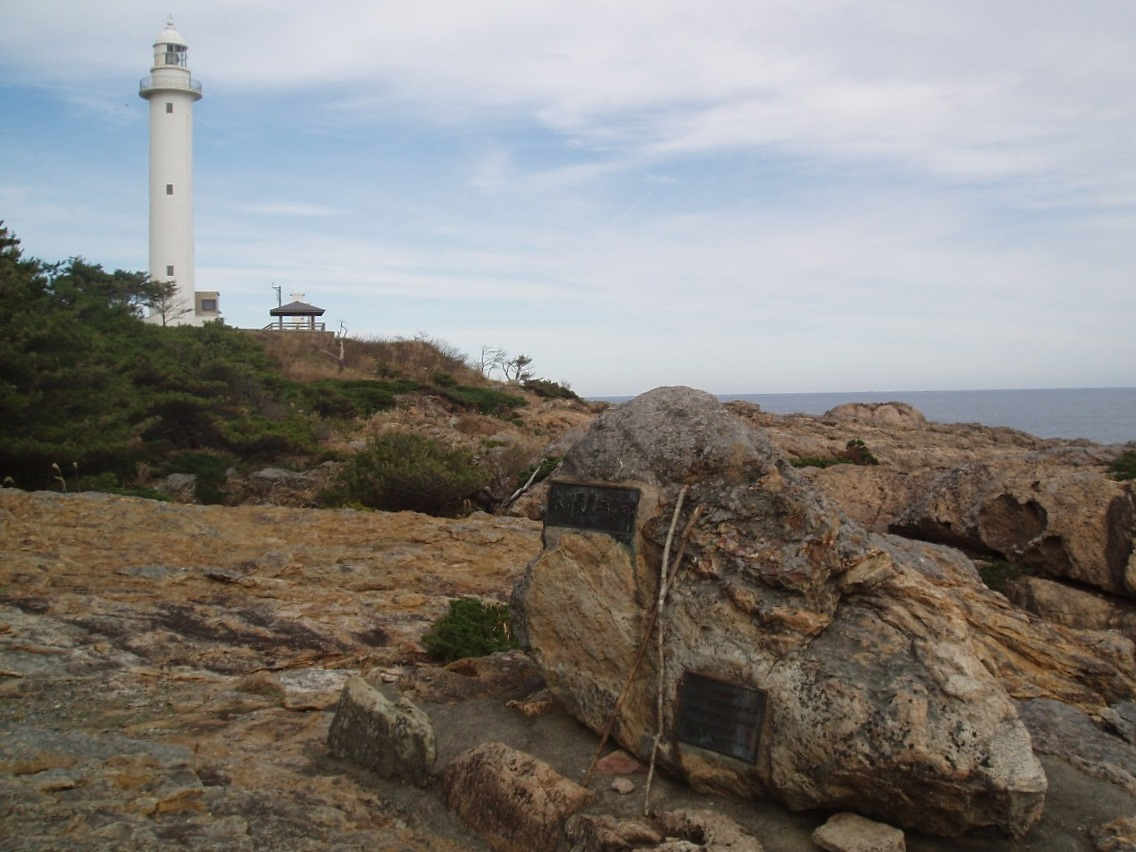
Das Todogasaki-Steinmonument und der Todogasaki-Leuchtturm am Kap Todo auf der Halbinsel Omoe. Bekannt als östliches Ende der Insel Honshū.

## Verkehr
- Zug:
  - JR Yamada-Linie
  - JR Iwaizumi-Linie
  - Sanriku Tetsudō Kita-Rias-Linie
- Straße:
  - Sanriku-Jūkan-Autobahn
  - Nationalstraße 45, 106, 340

## Wirtschaft
Miyako ist seit der Edo-Zeit Fischereihafen. Gefangen werden hauptsächlich Lachs und der Pazifische Makrelenhecht (Cololabis saira).
In der Stadt sind verschiedene Betriebe zur Holz- und Nahrungsmittelverarbeitung sowie zur Elektrogeräteherstellung angesiedelt.

## Städtepartnerschaften

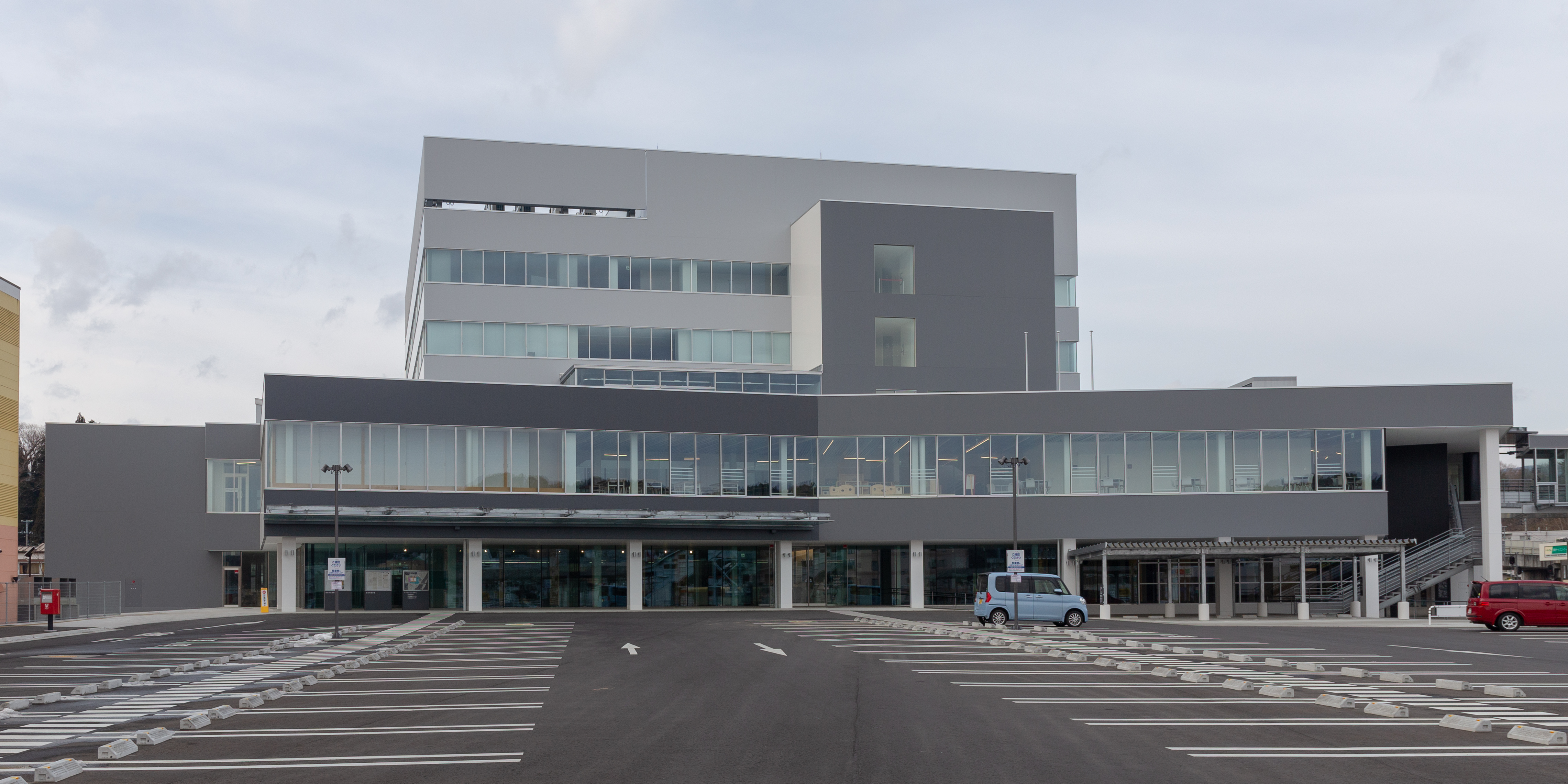
Stadt Miyako, Präfektur Iwate, East Pier Miyako (Hauptgebäude des Rathauses von Miyako/Gesundheitszentrum/Bürgeraustauschzentrum)

Partnerstädte von Miyako sind im Inland Kuroishi, Hachimantai, die Gemeinde Tarama im Landkreis Miyako, sowie im Ausland die chinesische Stadt Yantai (煙台市) und La Trinidad auf den Philippinen.

## Söhne und Töchter
- Tarcisio Isao Kikuchi (* 1958), römisch-katholischer Ordensgeistlicher, Erzbischof von Tokio, Kardinal